# کوه‌ها در تاریکی
کوه‌ها در تاریکی (لهستانی: Góry o zmierzchu) یک تله‌فیلم روان‌شناختی لهستانی به کارگردانی کشیشتف زانوسی است که در سال ۱۹۷۰ منتشر شد.

## گزیدهٔ بازیگران
- مایا کوموروفسکا
- یژی کرچمار
- مارک پرپچکو
- آندژی زاوادا